# Sparta (Tennessee)
Sparta – miasto w Stanach Zjednoczonych, w stanie Tennessee, siedziba administracyjna hrabstwa White.